# Nicolas Flamel
Nicolas Flamel (mezi 1330–1340, Pontoise – 1417/1418) byl francouzský písař, notář, obchodník s rukopisy a alchymista. 
Svou kariéru zahájil jako veřejný písař a notář v Paříži nejprve v blízkosti Hřbitova Neviňátek a později naproti kostelu Saint-Jacques-la-Boucherie, v ulici, které se pak začalo říkat Rue des Ecrivains. Otevřel si dílnu poblíž domu zvaného A la Signe de la Fleur de Lys („Dům u Lilie“), kde kopíroval rukopisy a knihy.

## Dílo

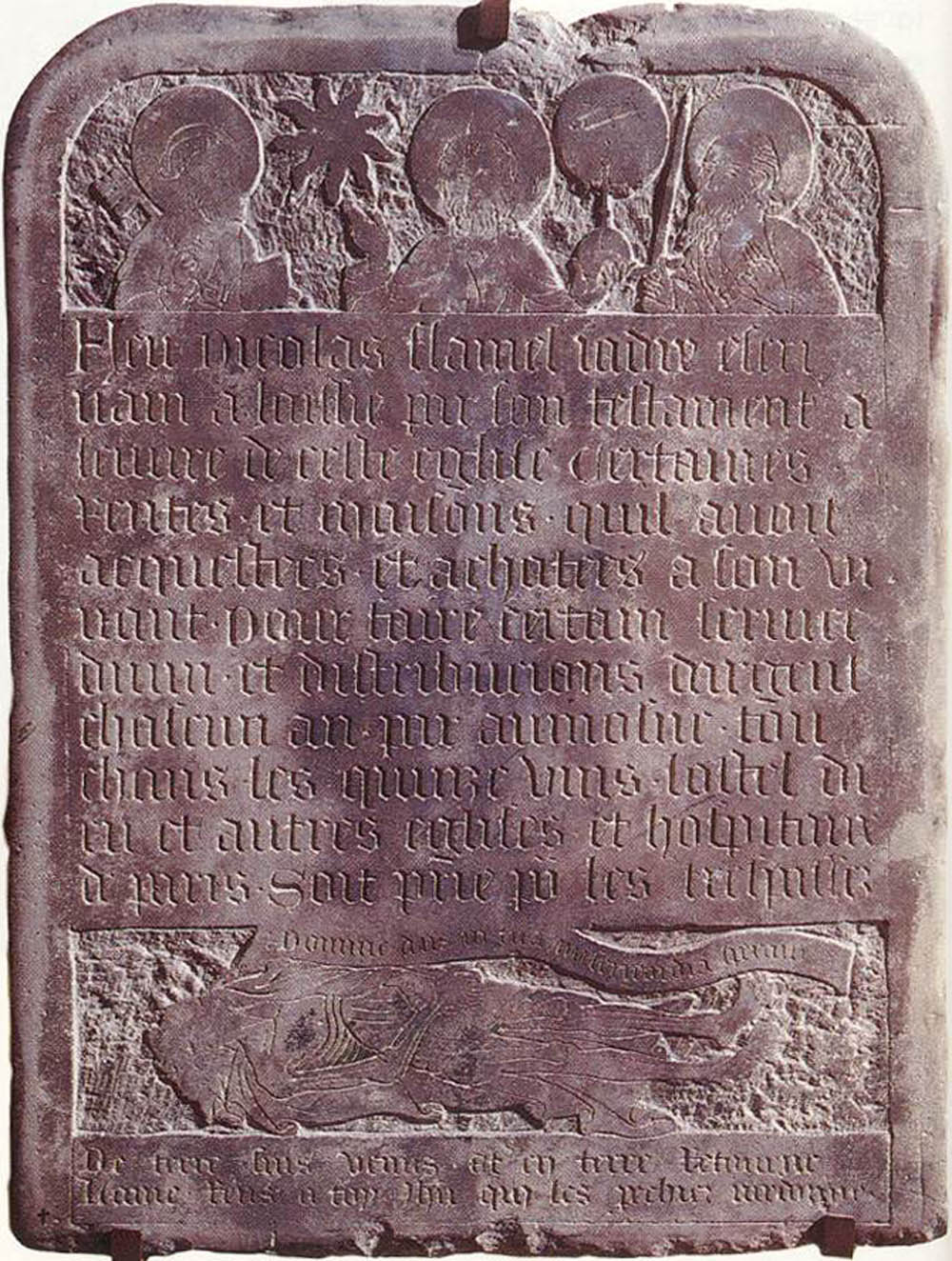
Flamelův náhrobek

Flamel je označován za autora alchymistické knihy Kniha hieroglyfických obrazů, která byla vydána v Paříži roku 1612 pod názvem Livre des figures hiéroglypiques a v Londýně roku 1624 pod názvem Exposition of the Hieroglyphicall Figures.

## Legendy

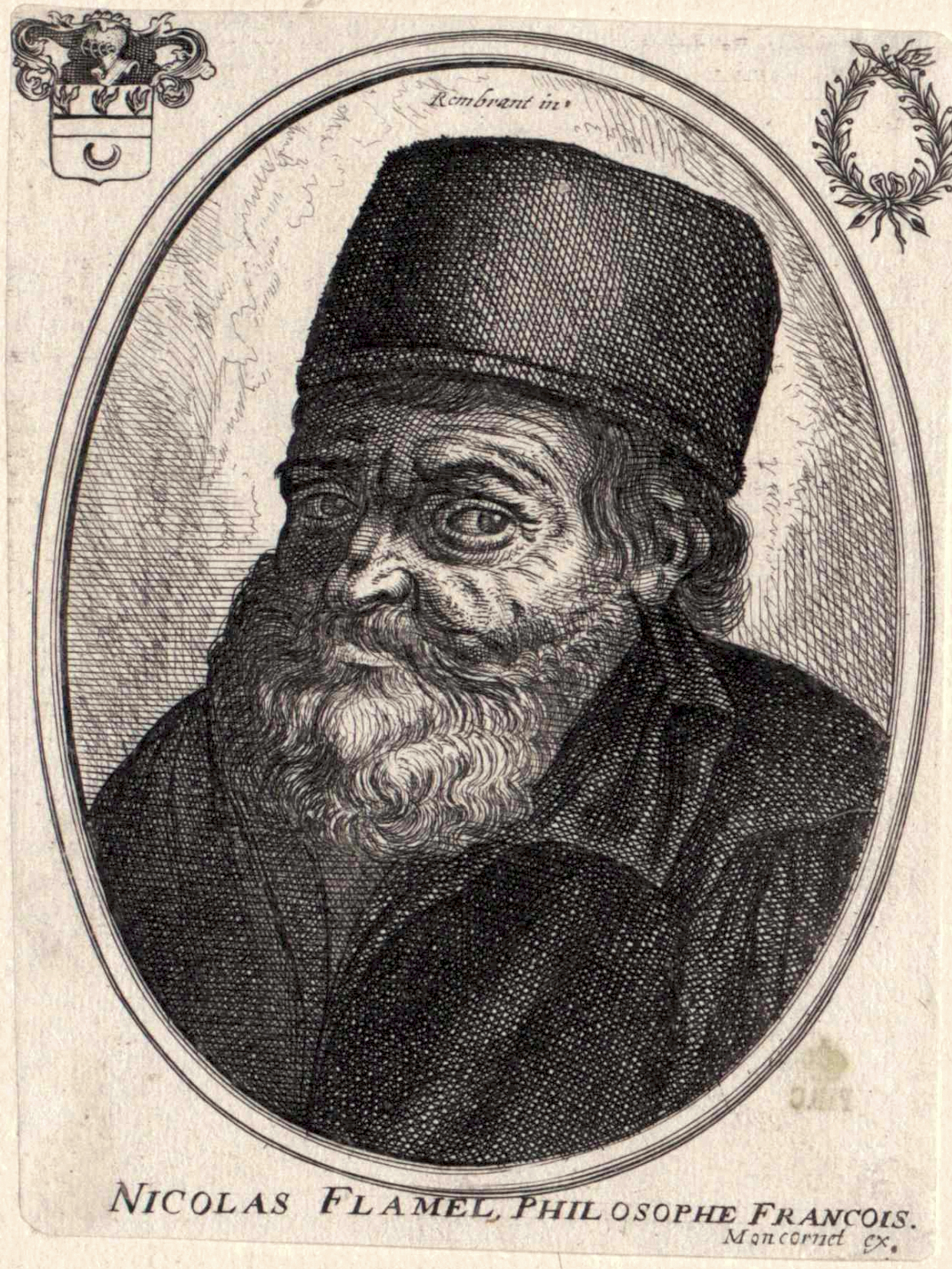
Fiktivní portrét Nicolase Flamela, rytina z devatenáctého století

Během jeho poklidného života se mu jedné noci ve snu zjevil anděl a ukázal mu knihu s podivnými hieroglyfy na každé sedmé stránce. „Flamele,“ řekl mu anděl, „dobře si tuto knihu prohlédni; ničemu z ní neporozumíš, vůbec ničemu, ty ani mnozí další, ale nadejde den, kdy tam uvidíš, co nikdo jiný.“ Když Flamel vztáhl po knize ruku, anděl zmizel ve zlatém oblaku.
O mnoho let později se mu dostala do rukou velmi veliká zlacená kniha s podivnými znaky, vyrytými do listů z tenké kůry. Desky byly z umně opracované mědi, s podivnými literami a číslicemi. Flamel v ní rozpoznal knihu, kterou kdysi spatřil v onom podivném snu. Na prvních stránkách se v ní zlatým písmem pravilo, že ji sepsal „Žid Abraham, kněz, levita, astrolog a filosof pro národ židovský, jenž byl z Božího dopuštění rozprášen mezi Galy, pozdrav“.
Flamel podivnou knihu okamžitě koupil za dva floriny. Měla jednadvacet stran. Na každé sedmé straně byly jen obrazce. Texty byly pro Flamela nesrozumitelné, neboť nebyly psány latinkou. Flamel soudil, že autor knihy odhalil Židům umění trasmutace kovů, aby byli s to platit daně Římanům. Dohadoval se rovněž, že kniha podává návod na Velké dílo. Po 21 letech marných pokusů si náhle uvědomil, že nejvhodnějším vykladačem této knihy by byl Žid. A jak najít vhodnějšího než tím, že se připojí ke zbožným poutníkům, kteří se každoročně vydávají do kostela Saint-Jacques-la-Boucherie na cestu do Compostely ve Španělsku.
Na cestu se vydal roku 1378. Po vykonání pobožnosti v chrámu svatého Jakuba v Compostele navštívil se svou pečlivě opatrovanou knihou celou řadu tamních synagog, ale bezvýsledně. Avšak jeho štěstí (nebo osud) se obrátilo na zpáteční cestě. V Leónu se seznámil s boloňským obchodníkem, který ho poslal za svým přítelem zvaným Maitre Cynches, židovským konvertitou. Ten v knize rozpoznal dávno postrádaný spis Eš mezaref rabi Abrahama, text, který kabalisté pokládali za navždy ztracený. Oba noví přátelé odcestovali do Paříže, aby tam originální dokument rozluštili. Na této cestě však mistr zemřel.
Flamelovi tedy trvalo další tři roky, než se mu podařilo dovést své experimenty ke zdárnému konci. Když pak došlo na předposlední stadium se substancí ve skleněné nádobce v peci, s tlukoucím srdcem a zatajeným dechem pozoroval měnící se barvy. Objevovaly se ve správném pořadí jak to bylo popsáno ve spisu: od šedé k černé, od černé k bílé. Bílá se zjevila jako kulatá zář okolo okraje černé atd. a pak všechno zbělelo. Dosáhl stadia bílého elixíru. S pomocí své ženy Perenelly zaznamenal, že okolo poledního v pondělí 17. 1. 1383[zdroj⁠?!] dosáhli transmutace přidáním bílé substance do půl libry roztaveného olova a tyglíku. Výsledným produktem bylo ryzí zlato, čistší než zlato z dolů.
Po tomto úspěchu vrátil Flamel zbytek bílého elixíru zpět do nádoby a pokračoval v zahřívání. Znovu se jedna po druhé objevovaly správné barvy a 25. 4 dovršil své dílo a pomocí rudého kamene proměnil rtuť ve stejné množství ryzího zlata. Se získaným zlatem se stal Flamel nejbohatším mužem v Paříži, avšak jeho pohádkové bohatství zůstalo velkým tajemstvím.
Ve své poslední vůli Flamel odkázal peníze na založení čtrnácti špitálů, výstavbu tří kaplí a obdarování sedmi kostelů. Odkud tohle nesmírné bohatství pocházelo? Tvrdívalo se, že z alchymického zlata. Tvrdí se, že Perennelle zemřela roku 1397 nebo 1404 a byla pohřbena na Hřbitově neviňátek. Flamel žil do roku 1418. Jistý Paul Lucas však ve svém díle Voyage au Levant píše, že se s manželi Flamelovými setkal v roce 1705 a později v roce 1761 se účastnili představení v pařížské Opeře.
Flamel je také zmiňován jako žijící postava v knize Harry Potter a Kámen mudrců, která se odehrává na konci 20. století.